# Nemška vzhodna kolonizacija
Nemška vzhodna kolonizacija (nemško Ostsiedlung) je bila dolgotrajen proces srednjeveške migracije nemških, nizozemskih in  flamskih naseljencev iz zahodnih in osrednjih pokrajin Svetega rimskega cesarstva v njegove obmejne, redkeje naseljene pokrajine na vzhodu in jugu. Področje kolonizacije se je razprostiralo približno od današnje Slovenije vse do Estonije. Nemška vzhodna kolonizacija je v največji meri sledila teritorialni ekspanziji Svetega rimskega cesarstva in nemškega viteškega reda, svoj vrhunec pa je dosegla med 12. in 14. stoletjem. Njena direktna posledica je bila popolna preobrazba Srednje in Vzhodne Evrope na demografskem, religijskem, pravnem, agrikulturnem in administrativnem področju.